# Harburg
|  | Per a altres significats, vegeu «Harburg (desambiguació)». |

Harburg o en baix alemany Horborg és una antiga ciutat independent que ara forma un barri del districte d'Harburg al sud de l'estat d'Hamburg a Alemanya. A la fi de 2010 tenia 21565 habitants a una superfície de 3,5 km². És la seu del districte del mateix nom.

## Història
Traces arqueològiques confirmen que l'endret ja era habitat al Neolític. Als afores de l'any 1000, ja hi havia un petita colònia a una illa al·luvial sorrosa a la depressió del Süderelbe, el braç meridional de l'Elba, on més tard va erigir-se el Castell d'Harburg. L'illa era connectada per un dic al geest que limita la vall original de l'Elba. El nom prové d'hore, un mot antic que significa aiguamoll i de burg que refereix al castell.
Un primer esment escrit d'un castell data del 1133-1137, probablement erigit pel comte del comtat de Stade, per a marcar i defensar la frontera del seu feu. El 1257 entrà al domini de la casa de Welf. El 1297 el poble va obtindre drets de ciutat. La seva posició estratègica va permetre que es desenvolupa transbordadors: una activitat que junta amb els serveis adjunts (emmagatzematge, albergs...) va impremtar la vida econòmica de la ciutat fins que al segle xix el pont a l'Elba va posar fi a una activitat pluricentenària.

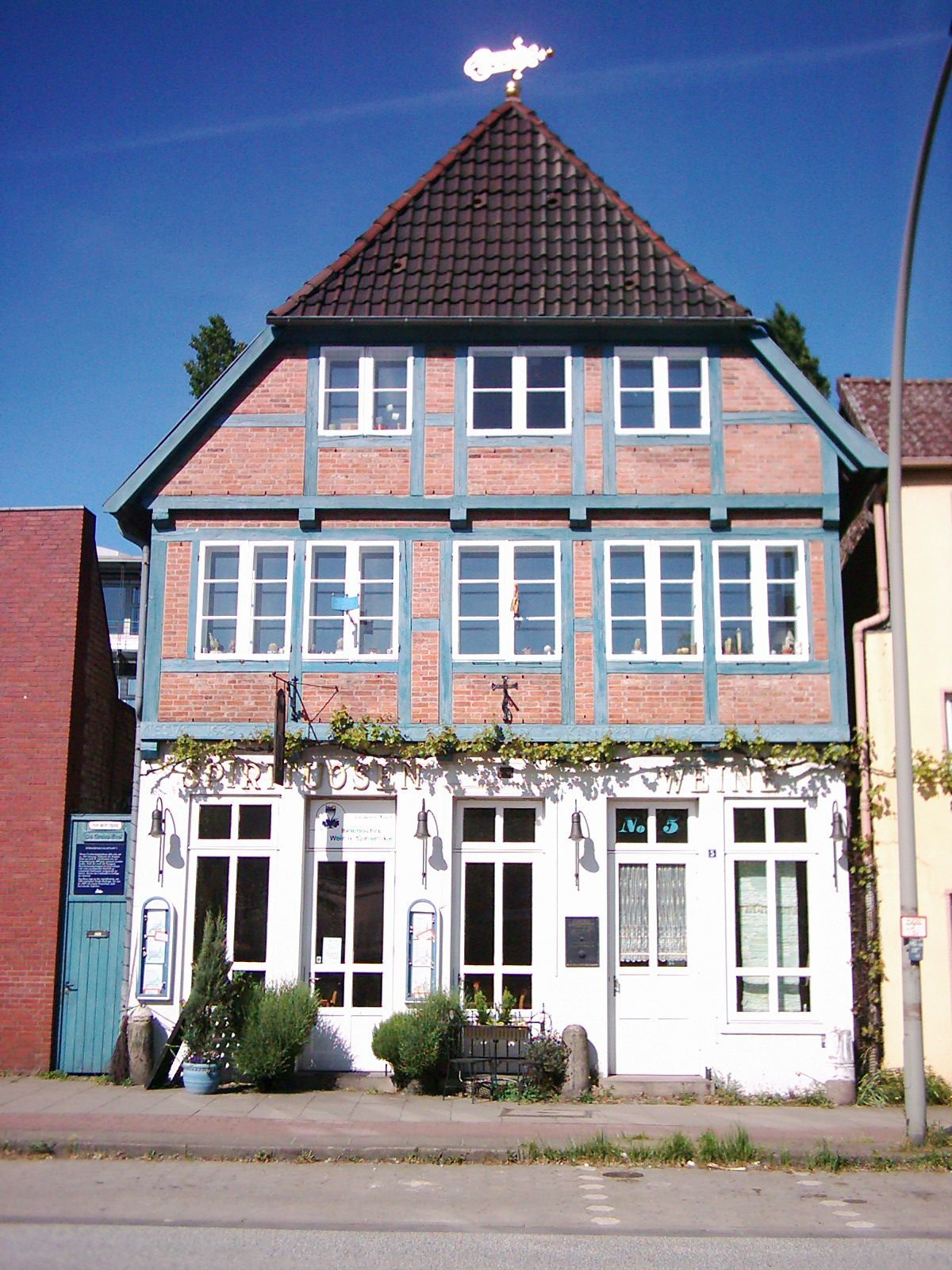
Casa d'entramat de fusta del 1645 al carrer Karnapp

De 1527 a 1642, Harburg va ser la residència d'una línia lateral de la casa dels Braunschweig-Lüneburg, quan tornà als Welfs. Mentrestant el castell va transformar-se en residència representativa. El 1705 tornà al príncep elector de Braunschweig-Lüneburg i més tard al regne de Hannover. El 1757, a la Guerra dels Set Anys, la ciutat va ser ocupada per França, que el 31 de desembre va rendir-se a les tropes hannoverianes. De 1803 cap a 1805, de renou, els francesos van ocupar-la. El 1811 tornà sota la dominació francesa i està integrada al departament francès de les Boques de l'Elba, fins que el 1814 va tornar al regne de Hannover.
El 1829 va inaugurar-se una primera línia regular amb vaixell de vapor amb la ciutat d'Hamburg. Entre 1845 i 1849 va construir-se el Port d'Harburg, que per la connexió a la xarxa ferroviària el 1847 va esdevenir el port més modern d'Alemanya d'aquesta època. Aquest va quedar un port franc fins que Hannover accedeix a la unió duanera.
Les necessitats d'espai per a l'expansió de la indústria que va establir-se a l'entorn del port va conduir a l'annexió dels municipis de Wilstorf i Heimfeld el 1888, parts de Neuland el 1893, el nucli de Lauenbruch el 1906 i Eissendorf el 1910. La ciutat en ple ascens va dotar-se d'una casa de la vila (1890-92) en estil de neorenaixement, d'un teatre (1894) i d'una nova estació central (1897). El 1927 va fusionar amb Wilhelmsburg i esdevenir la ciutat de Harburg-Wilhelmsburg. La Llei de l'àrea metropolitana d'Hamburg del 1937 va integrar tota l'entitat a la ciutat d'Hamburg, el que va posar una fi a un mil·lenari de rivalitats portuàries i comercials.

## Economia

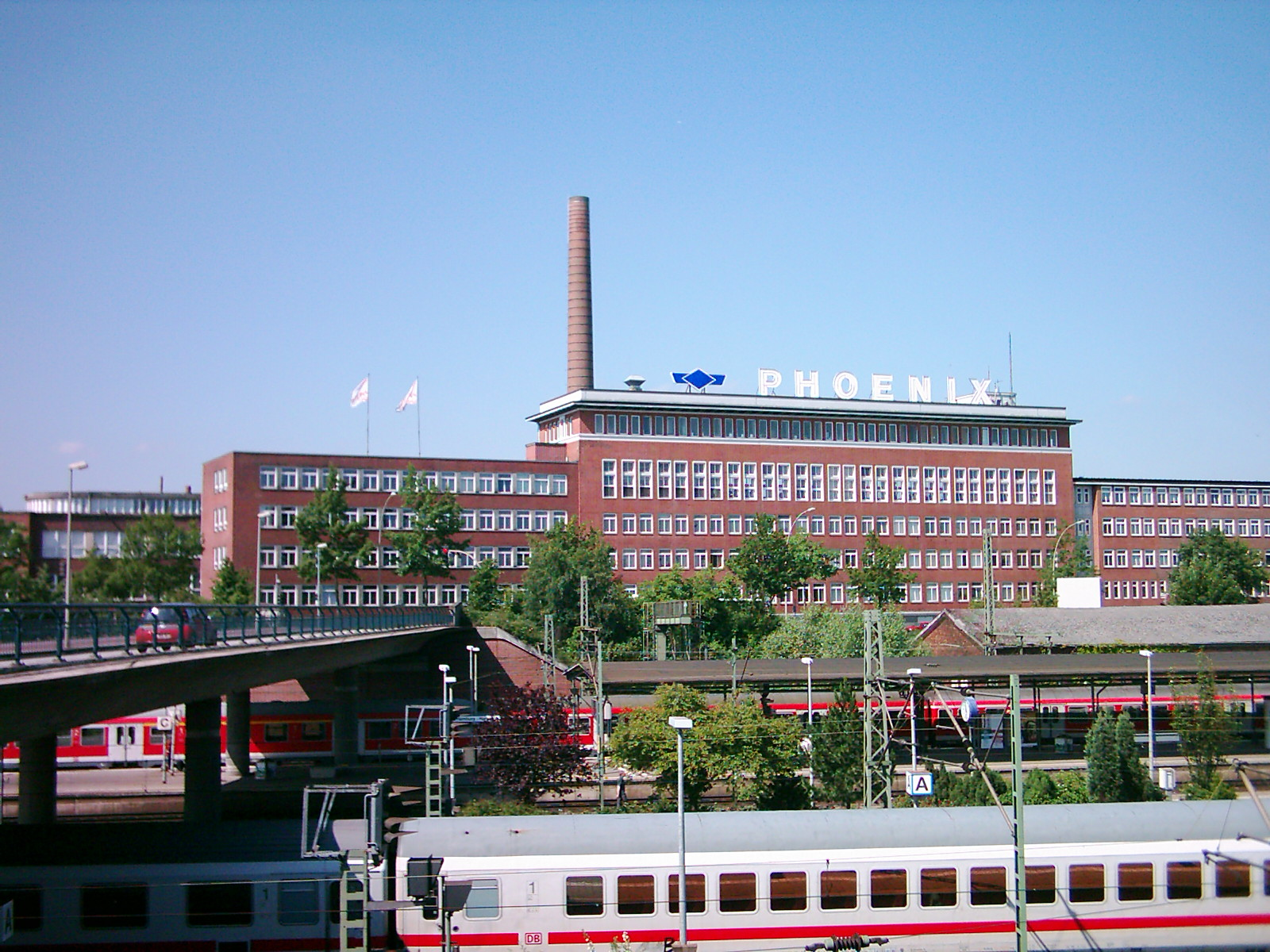
La fàbrica Phoenix

El port antic, que durant més d'un segle va ser el cor econòmic i industrial de la ciutat es troba en plena fase de reorganització. Les fàbriques tradicionals'han tancat o desplaçat. Els edificis s'estan transformant en despatxos, utilitzats per empreses de serveis i la Universitat tècnica (Technische Universität Hamburg-Harburg), un altre empleador important de l'entitat.
A l'entorn del port de mar a l'Elba meridional diverses indústries s'han instal·lat: entre altres la petroliera amb les refineries d'Holborn, Cargill i Shell, les empreses de logística Rhenus Midgard i H.J. Müller i una empresa de reciclatge industrial HIR. Al sud de la ciutat, al marge del Seevekanal es troba des del 1856 una llarga fàbrica de productes de cautxú Phoenix del grup multinacional Contitech.

### Demografia
Població i any'
| 1987   | 1988   | 1989   | 1990   | 1991   | 1992   | 1993   |
| 19 000 | 19 202 | 19 672 | 20 069 | 20 405 | 20 151 | 20 382 |

| 1994   | 1995   | 1996   | 1997   | 1998   | 1999   | 2000   |
| 20 430 | 20 513 | 20 373 | 20 282 | 20 126 | 19 988 | 20 085 |

| 2001   | 2002   | 2003   | 2004   | 2005   | 2006   | 2010   |
| 20 195 | 20 241 | 20 550 | 20 852 | 20 899 | 21 193 | 21 565 |

## Llocs d'interès
- El llac Außenmühlenteich
- L'antic port d'Harburg: una zona portuària en plena transformació amb molts monuments industrials notables: ponts movibles, drassanes, magatzems...
- El museu Helms (Helms-Museum) d'arqueologia i d'història local
- El gratacel Channel Tower

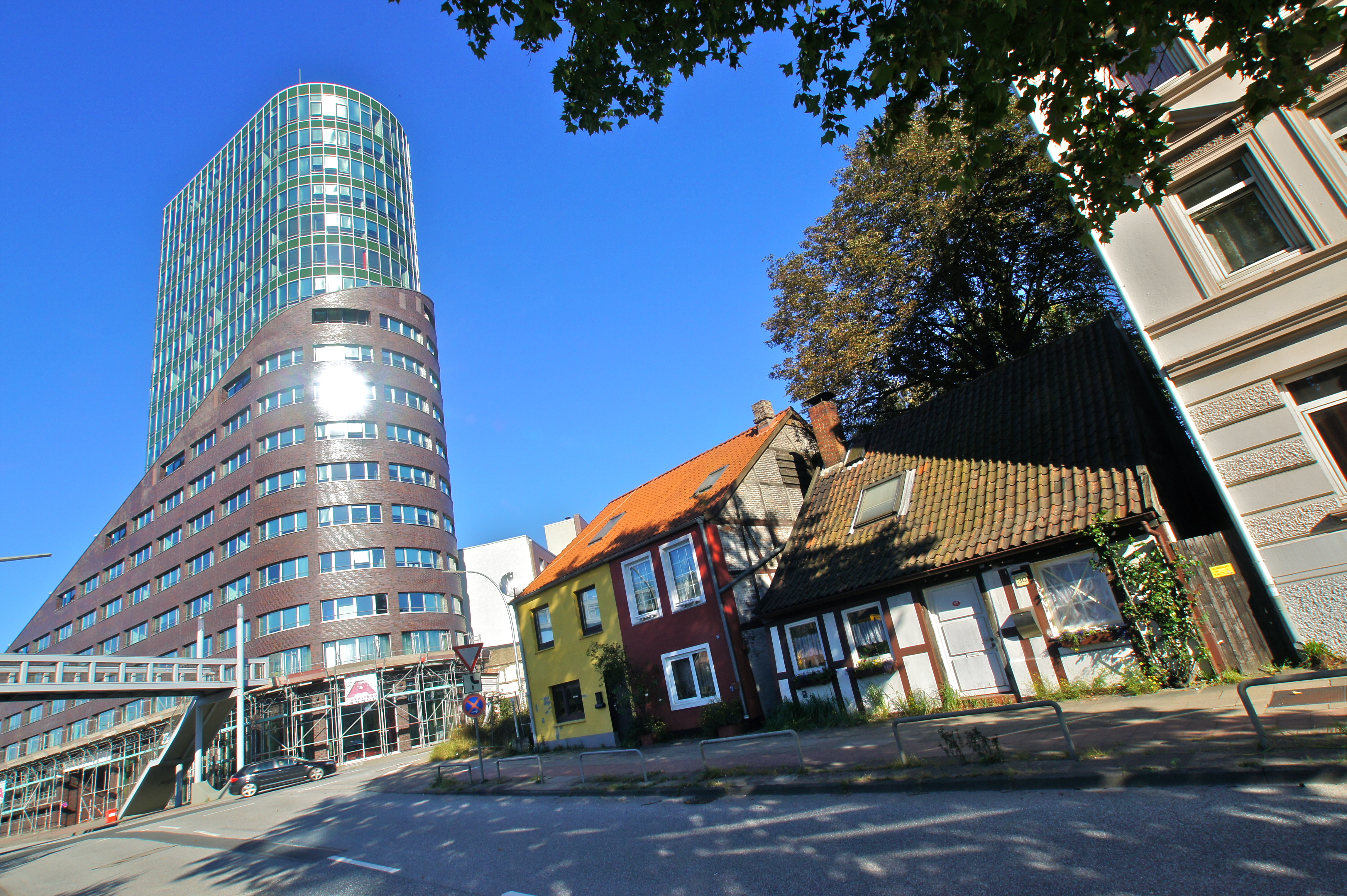
La torre Channel i cases amb entramat de fusta
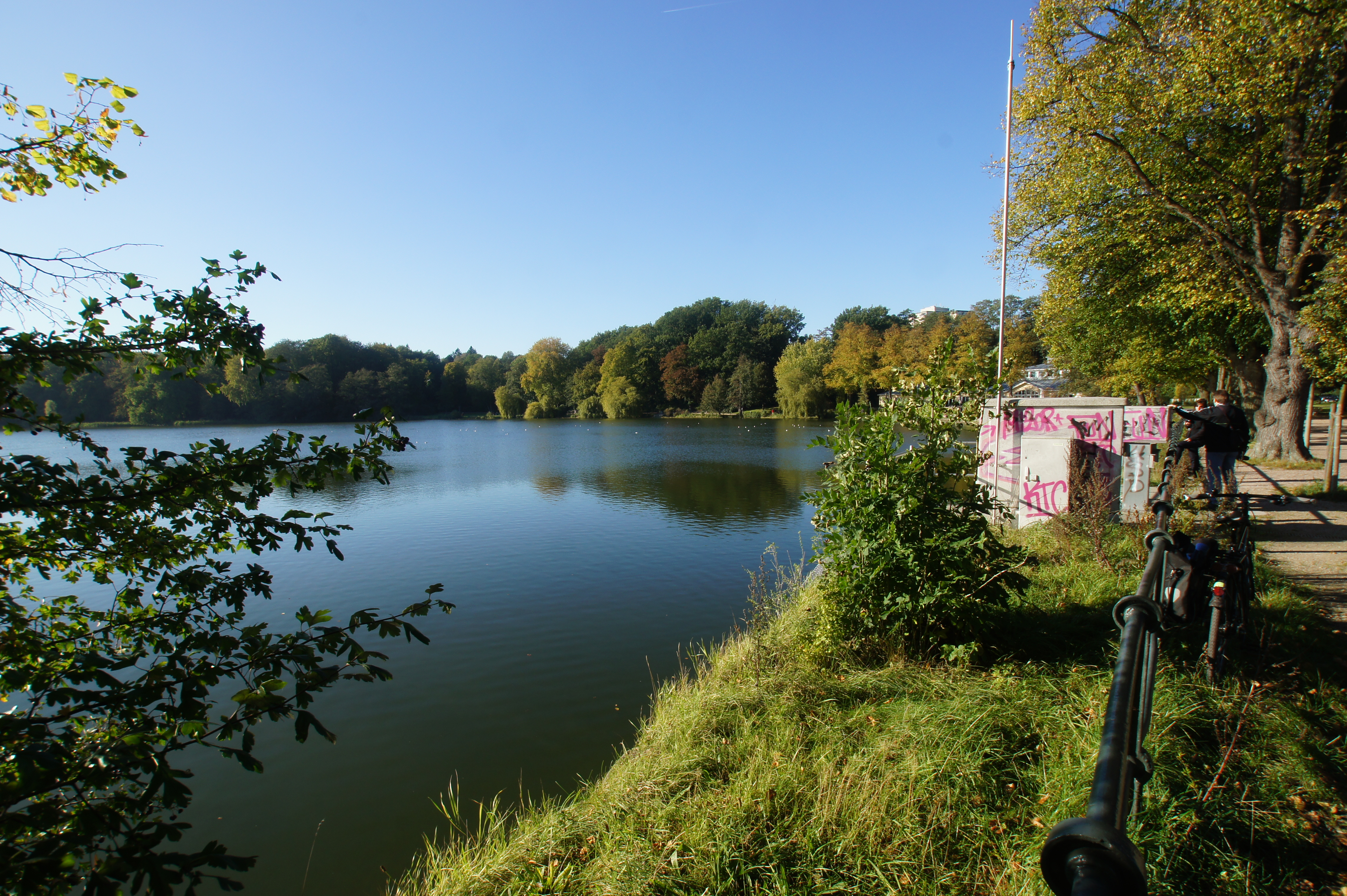
El llac de l'Außenmühlendeich, pantà a l'Engelbek
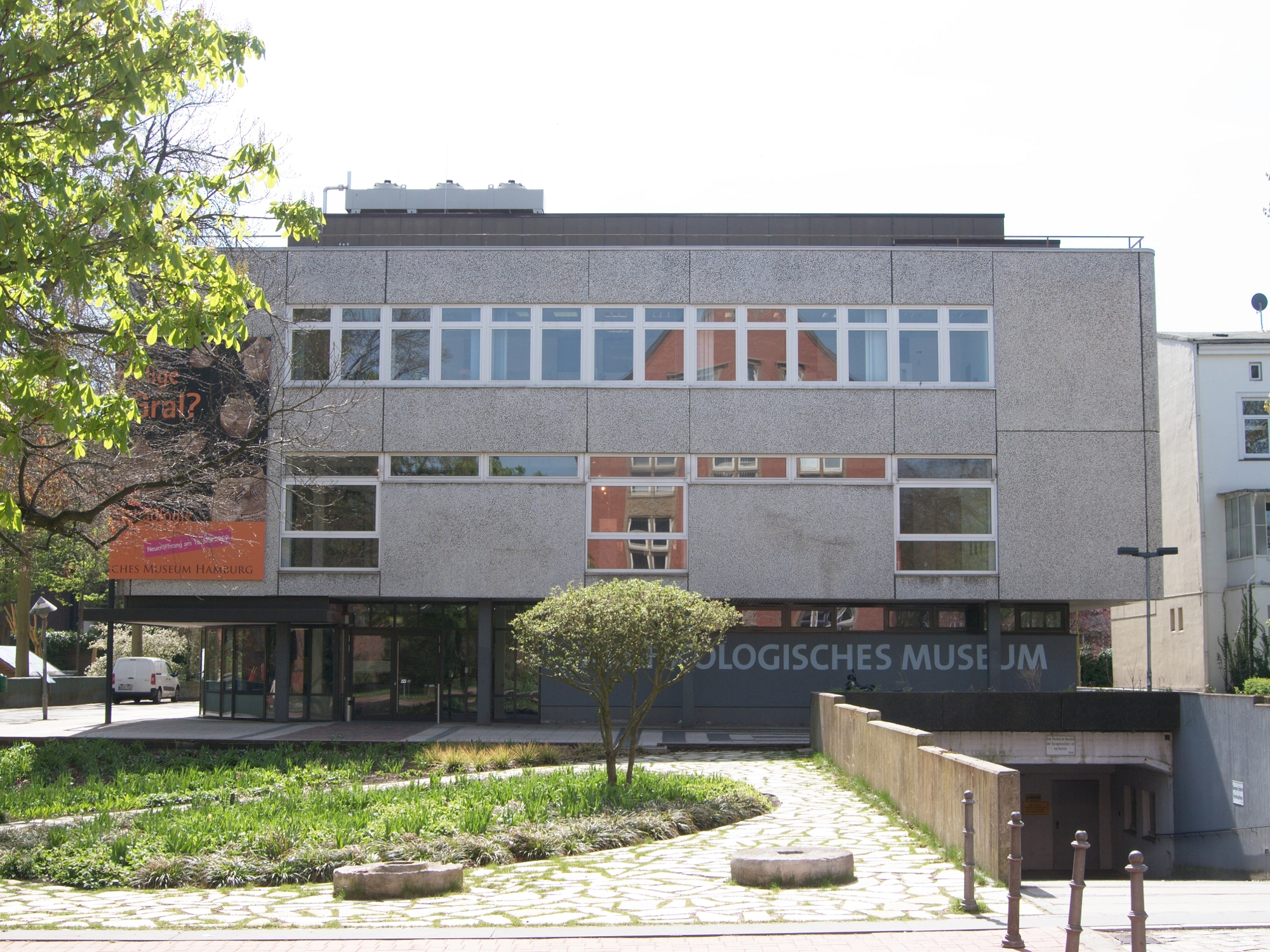
El museu Helms
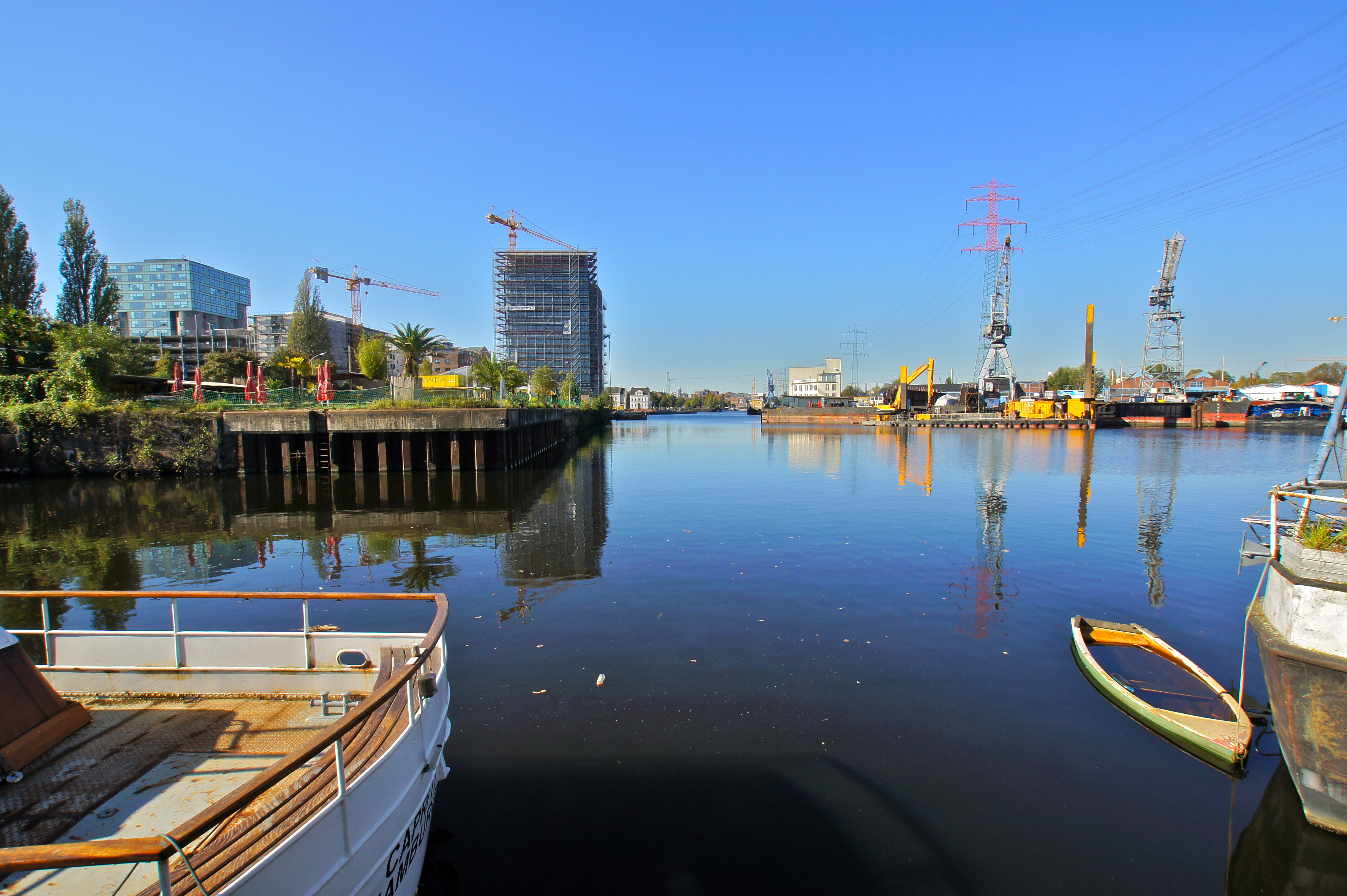
L'Östlicher Bahnhofskanal i el Lotsekanal al Verkehrshafen al port antic

## Enllaços i referències
1. ↑  Stadteilprofile 2011 Arxivat 2014-07-19 a Wayback Machine. Statistisches Amt für Hamburg und Schleswig-Holstein (Servei d'estadística d'Hamburg i de Slesvig-Holstein)
2. ↑  Horst Beckershaus, Die Namen der Hamburger Stadtteile, Hamburg, Editorial Ernst Kabel, 1998, pàgina 52ISBN 3-8225-0471-8 (en català: Els noms dels barris d'Hamburg)
3. ↑  Harburg – Der bekannte Stadtteil südlich der Elbe weist eine spannende Historie aus, Hamburg, Web de l'ajuntament d'Hamburg, consultat el 26 d'octubre de 2011, (en català: Harburg: el barri conegut al sud de l'Elba té una història apassionant) (alemany)
4. ↑  Daniel Tilgner (redacció), Harburg en: Hamburg von Altona bis Zollenspiecker: Das Haspa-Handbuch für alle Stadtteile der Hansestadt, Hamburg, Hoffmann & Campe, 2002, pàgines 458-473, ISBN 3-455-11333-8 (en català: Hamburg d'Altona cap a Zollenspiecker: el manual Haspa de tots els barris de la ciutat hanseàtica)
5. ↑  Branchenbuch Arxivat 2011-11-01 a Wayback Machine., Web del port d'Hamburg, Hamburg, Port d'Hamburg, Consultat el 26 d'octubre de 2011
6. ↑  Statistisches Amt für Hamburg und Schleswig-Holstein (Servei d'estatística d'Hamburg i de Slesvig-Holstein)